# Frank Cook
Francis "Frank" Cook, född 3 november 1935 i Hartlepool, County Durham, död 10 januari 2012 i Stockton-on-Tees, County Durham, var en brittisk oberoende politiker, tidigare för Labour. Han var parlamentsledamot för valkretsen Stockton North 1983-2010 och medlem av Socialist Campaign Group. Han var whip från 1987 till 1992. Innan han blev politiker på heltid arbetade han som dödgrävare, lärare och ingenjör.